# Studnice (okres Náchod)
Obec Studnice (německy Studnitz) se nachází v okrese Náchod, kraj Královéhradecký. Žije zde přibližně 1 200 obyvatel.

## Historie
První písemná zmínka o obci pochází z roku 1447.

## Významní rodáci
- Jindřich Novotný, baptistický kazatel a publicista (Řešetova Lhota)
- Jiří Matys, hudební skladatel a pedagog (Bakov)

## Pamětihodnosti
- Kostel svatého Jana Nepomuckého
- Socha svatého Josefa s Ježíškem

## Části obce
- Studnice
- Bakov
- Řešetova Lhota
- Starkoč
- Třtice
- Všeliby
- Zblov